# Drept penal în România

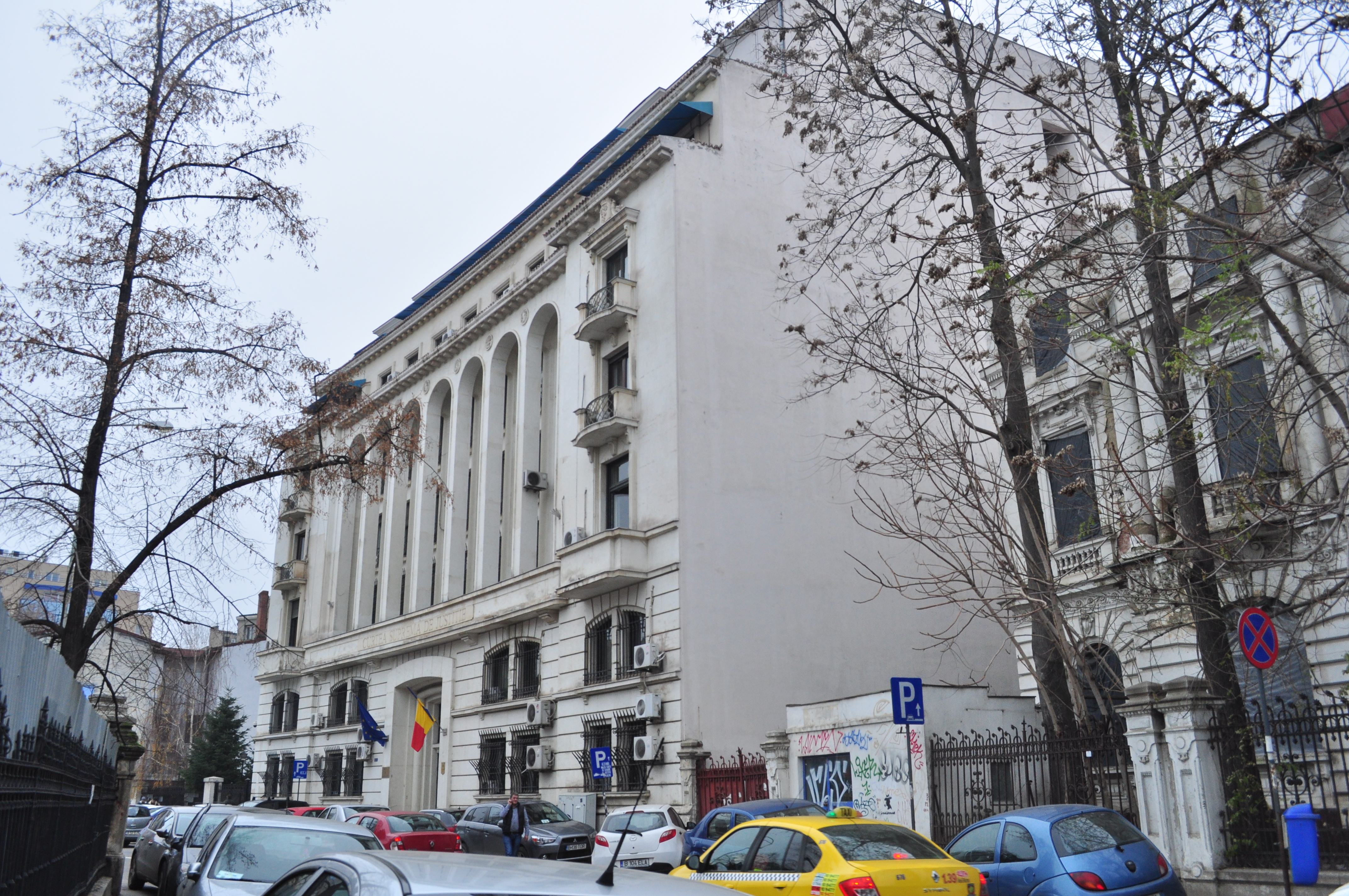
Înalta Curte de Casație și Justiție, curtea supremă a României.

Dreptul penal din România este una dintre ramurile de drept ale sistemului dreptului din România.
În dreptul penal român, cel mai important curent este cel tehnico-juridic. Dezvoltat în Regatul Italiei, curentul a fost introdus și promovat în Regatul României de către Vintilă Dongoroz (în special prin lucrarea sa Drept penal din 1939).